# Pistolet SIG-Sauer P232
SIG-Sauer P232 – kompaktowy pistolet samopowtarzalny na nabój 9 x 17mm Short oraz 7,65 x 17mm Browning z zamkiem swobodnym, przeznaczony do samoobrony oraz do użytku dla policji. Nie posiada bezpiecznika nastawnego, jednak jak wszystkie nowsze modele SIG Sauera wyposażony jest w zwalniacz napiętego kurka i mechanizm spustowy z samonapinaniem. Wprowadzony w 1996 roku zastąpił model P230. Ma opinie udanej konstrukcji. Zewnętrznie oraz pod względem konstrukcyjnym i gabarytowym przypomina Walthera PP. Używany jest przez policję szwajcarską, oraz jest na wyposażeniu niektórych oddziałów policji w Japonii i USA.